# Acanthodelta fasciculipes
Acanthodelta fasciculipes är en fjärilsart som beskrevs av Walker 1858. Acanthodelta fasciculipes ingår i släktet Acanthodelta och familjen nattflyn. Inga underarter finns listade i Catalogue of Life.